# FSV Saarwellingen
Der FSV Saarwellingen ist ein saarländischer Fußballverein aus Saarwellingen. In den 1980er und 1990er Jahren spielte er in den Fußball-Oberliga Südwest. Gegründet wurde der Verein am 2. April 1911. Dazu trafen sich 30 Sportler im Saarwellinger Gasthaus Jungmann in der Bahnhofstraße. Er wurde ins Vereinsregister beim Amtsgericht Lebach unter der Nummer VR 3078 eingetragen. Ab Juni 1919 spielte er dann im süddeutschen Fußballverband. Der Sportplatz Helle Eichen war der Austragungsort der Spiele. Seine Heimspiele trägt der FSV Saarwellingen im Weidenbruch im Ellbachtal nahe dem Zentrum von Saarwellingen aus.

## Geschichte und  sportliche Erfolge
Vereinshistorie
Der Fußballsportverein Saarwellingen aus dem bei Saarlouis im westlichen Saarland gelegenen Saarwellingen zählte über Jahrzehnte zu den erfolgreichsten Vereinen des Landes. 1911 als SSV Saarwellingen gegründet, benannte man sich nach dem Zweiten Weltkrieg bei der Wiedergründung 1946 in FSV um. Eine erste Erfolgsphase gab es Ende der 50er Jahre, als der FSV 1959 als Aufsteiger die 2. Amateurliga West gewinnen konnte und sofort in die Amateurliga durchmarschierte. Diese erwies sich jedoch als eine Nummer zu groß, und man stieg postwendend wieder ab, hielt dann aber für mehrere Jahre (bis 1965) die 2. Amateurliga Saar.
In diese kehrte man 1972 zurück, holte 1975 den Meistertitel und etablierte sich direkt im Vorderfeld der Amateurliga Saarland, die zu dieser Zeit die dritte Liga war. Der siebte Platz 1978 genügte, um sich als letztes Team noch einen Startplatz für die neue Oberliga zu sichern (der Vorsprung auf den SC Friedrichsthal, der als Achter das Nachsehen hatte, betrug zwei Punkte). Die großen Träume am Weidenbruch, wo kurz zuvor aus dem Hartplatz ein schöner Platz mit Naturrasenbelag entstanden war, erfüllten sich jedoch nicht, und mit nur vier Saisonsiegen musste der FSV als Tabellenvorletzter zurück in die Verbandsliga.
1985 gelang die Rückkehr: Mit zwei Punkten Vorsprung auf Verfolger SV Mettlach gewannen die Saarwellinger die Verbandsliga-Meisterschaft. Dieses Mal konnten sich die Schwarz-Weißen mit einer jungen Mannschaft zumeist einheimischer Spieler wie Ralf Klau oder Mathias Malter erfolgreich in der Oberliga etablieren. Als Aufsteiger hatten die Saarwellinger 1986 mit Platz 14 die Klasse einigermaßen souverän gehalten (der Abstand auf den ersten Abstiegsplatz betrug am Ende fünf Punkte). Insgesamt begann hiermit eine Phase von zehn aufeinanderfolgenden Jahren, in denen der FSV in der Oberliga mitspielte und zumeist Mittelfeldplätze zwischen 6 und 13 belegen konnte. Und zwar in der Regel auch vor ordentlichen Zuschauerzahlen: Wenn Borussia Neunkirchen am Weidenbruch antrat, konnte der Verein durchaus mit mehr als 2.000 Besuchern rechnen. Die beste Platzierung der Vereinsgeschichte war der sechste Platz in der Saison 1990/91.
Der Abstieg 1995 war unglücklich: Weil mit Wissen und Edenkoben gleich zwei Vereine aus der Regionalliga herabkamen, mussten vier Mannschaften aus der Oberliga absteigen, und die Saarwellinger waren als Viertletzter die Leidtragenden. Am letzten Spieltag zog die SV Elversberg noch vorbei und der FSV belegte mit einem Punkt Rückstand auf Schiffweiler und Elversberg den ersten Abstiegsrang, obwohl man während der ganzen Saison nicht einen einzigen Spieltag auf einem Abstiegsplatz stand. Im Jahr zuvor hatte man bereits eine ganz bittere Niederlage erlitten: Das Saarlandpokal-Finale gegen den Verbandsligisten SC Großrosseln war mit 2:3 verlorengegangen. Bis zur 85. Minute führte der FSV in Ensdorf mit 2:0 und statt des favorisierten FSV durfte sich Großrosseln über die Teilnahme am DFB-Pokal (und den Hamburger SV als zugelosten Gegner) freuen.
Nach dem Abstieg hielt sich der FSV noch sieben Jahre in der Verbandsliga, ehe er in die unteren Amateurligen abrutschte, unter anderem auch, weil die Finanzen nach den Belastungen der Oberligajahre immer noch große Probleme bereiteten. Seit diesem Zeitpunkt setzt man in Saarwellingen wieder verstärkt auf die Jugendarbeit und Spieler aus Saarwellingen und Umgebung.

### Spielklassen
- 1925/26 C-Klasse
- 1926/27 B Klasse
- 1937/38 A Klasse
- 1957/58 A Klasse
- 1958/59 2. Amateurliga
- 1971/72 Meister der A-Klasse Westsaar.
- 1974/75 Meister der Bezirksliga West, Aufstieg in Amateurliga Saarland.
- 1977/78 Qualifiziert für Oberliga Südwest
- 1984/85 Saarlandliga
- 1985 bis 1995 Oberliga Südwest[3]
- 2012 bis 2016 Landesliga West
- seit 2016 Bezirksliga Saarlouis